# Xylocrius agassizii
Xylocrius agassizii är en skalbaggsart som först beskrevs av Leconte 1861.  Xylocrius agassizii ingår i släktet Xylocrius och familjen långhorningar. Inga underarter finns listade i Catalogue of Life.